# Блох, Андре
Андре Блох (фр. André Bloch; 14 января 1873, Висамбур — 7 августа 1960, Париж) — французский композитор и музыкальный педагог.
Окончил Парижскую консерваторию, ученик Жюля Массне, а также Эрнеста Гиро и Андре Жедальжа. В 1893 году был удостоен Римской премии за кантату «Антигона». На рубеже веков выступал как пианист, в том числе в 1900—1901 гг. в составе фортепианного трио с Жюлем Пеннекеном и Луи Аббиате.
Прижизненная известность Блоха связана, прежде всего, с его работами для театра, начиная с первой оперы, «Маида» (фр. Maïda, 1909), и вплоть до оперы «Гиньоль» (фр. Guignol), завершённой в 1939 году и поставленной десять лет спустя в парижской «Опера-комик». К настоящему времени сохранили значение некоторые камерные сочинения Блоха — в частности, «Деннериана» для кларнета и фортепиано (1940), — а также Палестинская сюита для виолончели с оркестром (1949).
С 1898 года Блох был профессором гармонии в Парижской консерватории, в дальнейшем также преподавал в Американской консерватории в Фонтенбло и давал многочисленные частные уроки (среди его учеников, в частности, Фернан Убраду). В предвоенные годы популярностью во Франции пользовался написанный Блохом школьный учебник музыки «Сто уроков для начальной школы» (фр. Cent leçons à l’usage des écoles primaires).